# داود غول
داود جول (بالتركية: Davut Gül)‏ هو بيروقراطي تركي وحاكم إسطنبول الحالي.تخرج من قسم العلاقات الدولية بجامعة الشرق الأدنى . بدأ حياته السياسية كمرشح لمنصب قائم مقام (بالانجليزية: District governor) في غازي عنتاب.
عام 2009 فاز بجائزة " الشهيد القائمقام أرسين أتيش" لأفضل محافظ منطقة. عام 2015 تم تعيينه في وزارة الداخلية رئيساً لقسم الإدارة العامة للإدارة المحلية.